# Baron Raglan
De Britse adellijke titel Baron Raglan is gecreëerd op 11 oktober 1852 en werd verleend aan FitzRoy James Henry Somerset (1788-1855).

## Geschiedenis
De eerste baron Raglan was de Britse maarschalk FitzRoy Somerset, 1st Baron Raglan. Hij was bevelvoerder van de Britse troepen in de Krimoorlog. Hij was de jongste zoon van de 5e hertog van Beaufort.

## Baronnen van Raglan

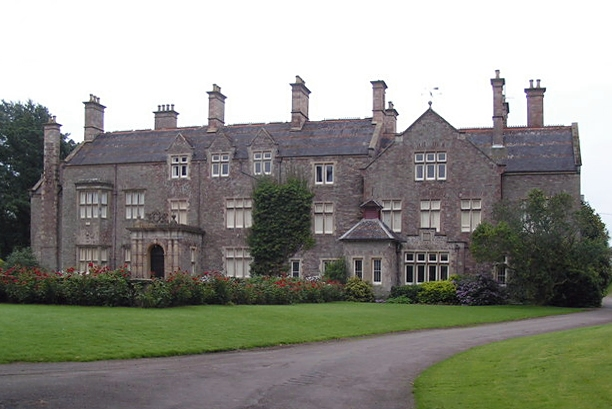
Cefntilla house, familiehuis van 1858-2010

FitzRoy James Henry Somerset, 1e baron Raglan (1788-1855), maarschalk
- Richard Somerset, 2e baron Raglan (1817-1884), militair en politicus
  - George Somerset, 3e baron Raglan (1857-1921), politicus
    - FitzRoy Richard Somerset, 4e baron Raglan (1885-1964), imker en wetenschappelijk publicist
      - FitzRoy John Somerset, 5e baron Raglan (1927-2010)
      - Geoffrey Somerset, 6e baron Raglan (1932)

## Familiehuis
De baronnen Raglan zetelden van de 2e tot en met de 5e baron op Cefntilla Court. De 5e baron liet het kasteel niet na aan de 6e baron Raglan maar aan de oudste zoon van zijn zus Cecile Somerset (1938), jhr. Henry Jan Berrington Steengracht van Moyland (1963), lid van de Nederlandse adellijke familie Steengracht; Steengracht is op dit huis geboren. In 2015 werd het huis verkocht.